# 世界尽头 (电影)
《醉後末日》（英語：The World's End）是一部2013英国-美国-日本日科幻喜劇片，導演艾德格·萊特，萊特也和西蒙·柏奇為本片編劇，並由西蒙·柏奇、尼克·佛洛斯特、派迪·康斯丁、馬丁·費里曼、艾迪·馬森和羅莎蒙·派克主演。
本片是「怪咖鐵三角」艾德格·萊特、西蒙·柏奇及尼克·佛洛斯特的「血與冰淇淋三部曲」的最後一部（另外兩部為《活人甡吃》和《終棘警探》）。
2012年9月在英国赫特福德郡开拍，同年12月22日杀青。英国和美国分别于2013年7月19日、8月23日上映。

## 剧情
酒鬼蓋瑞·金召集四位年轻时的好友安迪、彼得、史蒂芬、奧利佛重温年轻时一起喝酒的享受旅程，竟然发现了来自银河系的外星人对地球人的改造计划，五人与被改造后的人展开较量，并最终阻止了外星人的计划。

## 角色
- 西蒙·柏奇 飾 蓋瑞·金（Gary King）
- 尼克·佛洛斯特 飾 安迪·奈特利（Andy Knightley）
- 派迪·康斯丁 飾 史蒂芬·普林斯（Steven Prince）
- 馬丁·費里曼 飾 奧利佛·「天魔」·錢伯林（Oliver "O-Man" Chamberlain）
- 艾迪·馬森 飾 彼得·佩吉（Peter Page）
- 羅莎蒙·派克 飾 姍·錢伯林（Sam Chamberlain）
- 皮爾斯·布洛斯南 飾 蓋·謝波德（Guy Shepherd）
- 大衛·布拉德利 飾 貝索（Basil）
- 比·乃爾 飾 The Network（只有語音）
- 麥可·史邁利 飾 特雷佛·「牧師」·格林（Trevor "the Reverend" Green）
- 達倫·博伊德 飾 Shane Hawkins
- Mark Heap 飾 'The Two Headed Dog' Publican
- Nicholas Burns 飾 Collaborator
- Reece Shearsmith 飾 Collaborator
- Julia Deakin 飾 B&B Landlady
- Steve Oram 飾 Motorcycle Policeman
- Alice Lowe 飾 Young Lady
- Rafe Spall 飾 Young Man
- Thomas Law 飾 年輕的蓋瑞
- Zachary Bailess 飾 年輕的安迪
- Jasper Levine 飾 年輕的史蒂芬
- Luke Bromley 飾 年輕的奧利佛
- James Tarpey 飾 年輕的彼得
- Flora Slorach 飾 年輕的姍
- Peter Serafinowicz 飾 Ding Dong Ditch Home Owner (Uncredited Cameo)

## 製作

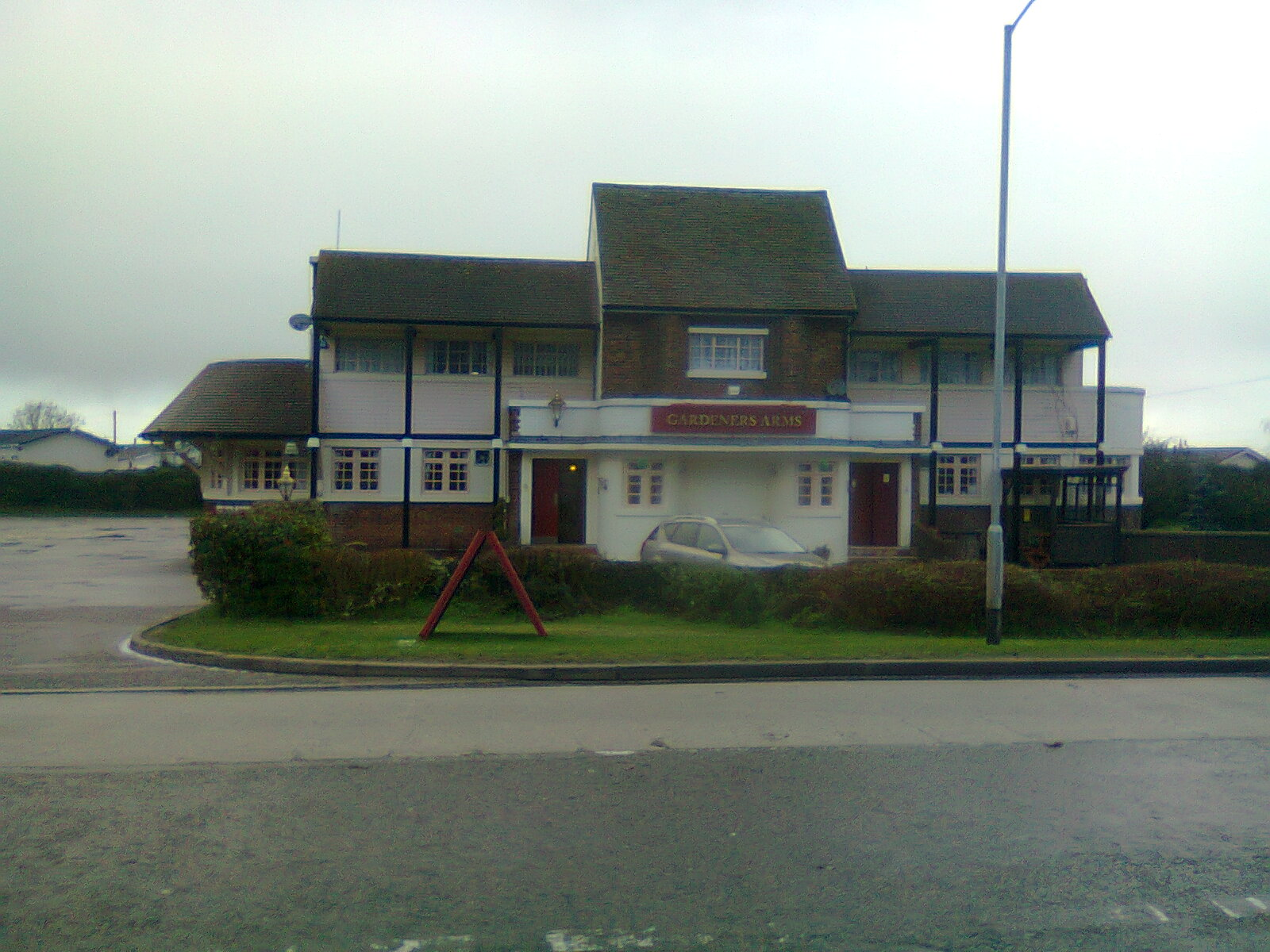
取景地之一

本部電影於2012年9月28日開始拍攝。拍攝地點於哈特福郡的Elstree Studios攝影棚，以及Letchworth Garden City與Welwyn Garden City。部分在白金漢郡的High Wycombe railway station。
全部十二家酒吧內裝都一樣，而且牆上貼上一樣的手寫粉筆菜單，導演表示這反映了現代英國酒吧的「虛假的手寫粉筆黑板標示」(that fake hand-written chalk)。酒吧的外牆則是在Welwyn Garden City 與Letchworth Garden City拍攝，並更換那些酒吧名稱。牆洞酒吧(Hole in the Wall)則是由Letchworth Garden City railway station改造而成。
武打特技是來自成龍團隊中的武打導演Brad Allen。導演艾德格·萊特表示：「在醉拳裡，成龍得喝醉才成武打，然而更多是因為借酒壯膽。你懂，當你有點喝醉而你在想『啊，我可以爬上鷹架』或是你忍耐力增加。角色中的概念就是因為喝了酒而成為更好的戰士」。

## 评价
媒体综评81分，烂番茄好评率91%，收获如潮赞誉。
美媒代表性评价：“它不仅是一个三部曲的完美收官和总结，同时它也将自己打造成为本年度最尖锐、最伤感却最睿智的喜剧”，“《僵尸肖恩》和《热血警探》这两部影片的僵尸世界观与警察视角最终演变成《世界尽头》的科幻宿命论，充满末日情结的表象之下是近乎无耻地机智和令人叫绝的创意”，“一个很普通的故事在混搭元素与无尽创意的打点下展现出恐怖的吸引力”。

## 票房
英国首周末收获212万英镑列第二位。美国首周末收894万美元位列第四。